# BDe 4/4

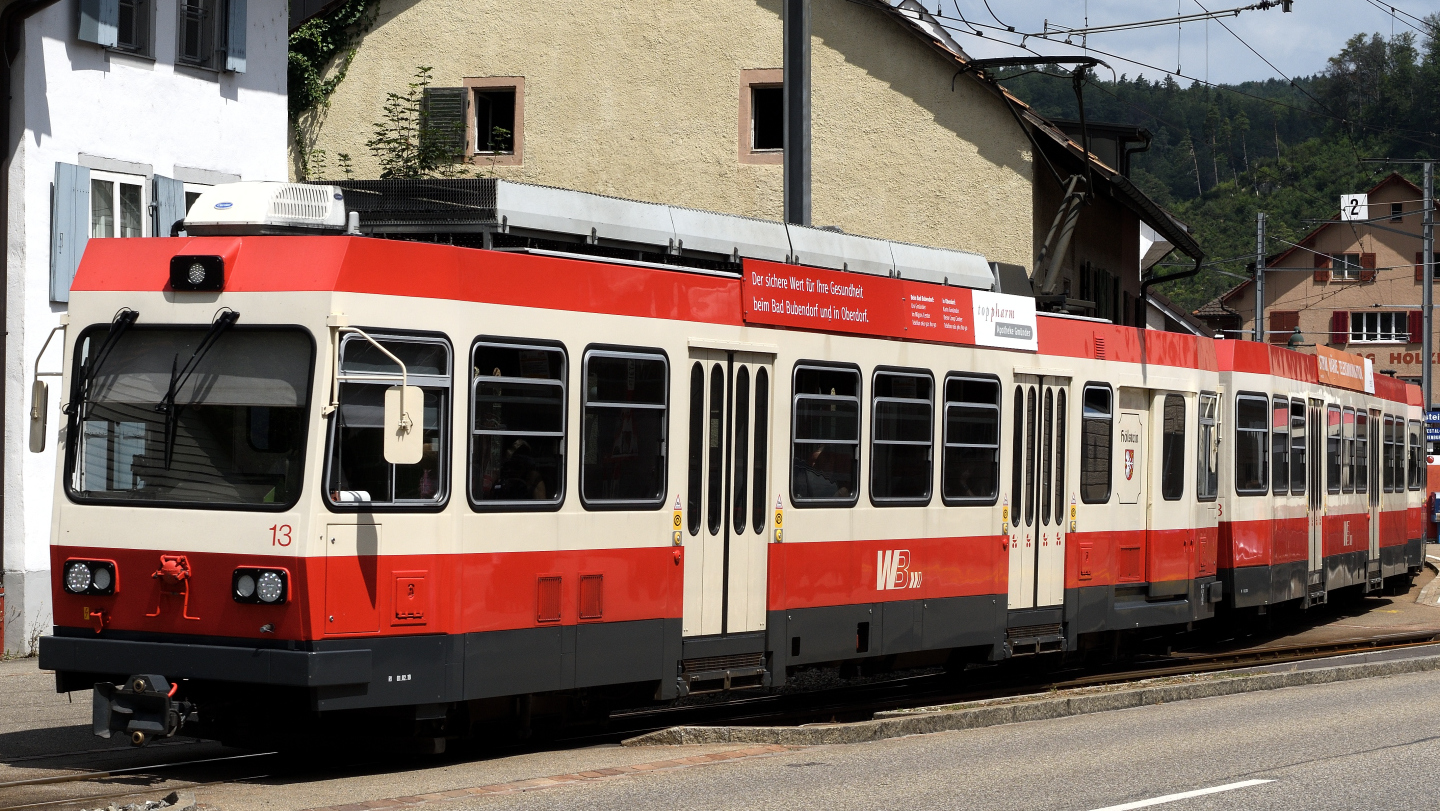
Noch 1993 beschaffte die Waldenburgerbahn BDe 4/4.

BDe 4/4 ist in der Schweiz die Sammelbezeichnung für Elektrotriebwagen mit Sitzplätzen der zweiten Wagenklasse, einem Gepäckabteil und vier angetriebenen Achsen (Achsformel Bo'Bo' oder B'B'). Fahrzeuge mit dieser Serienbezeichnung waren bei verschiedenen Normal- und Schmalspurbahnen im Einsatz.

## Vorteile

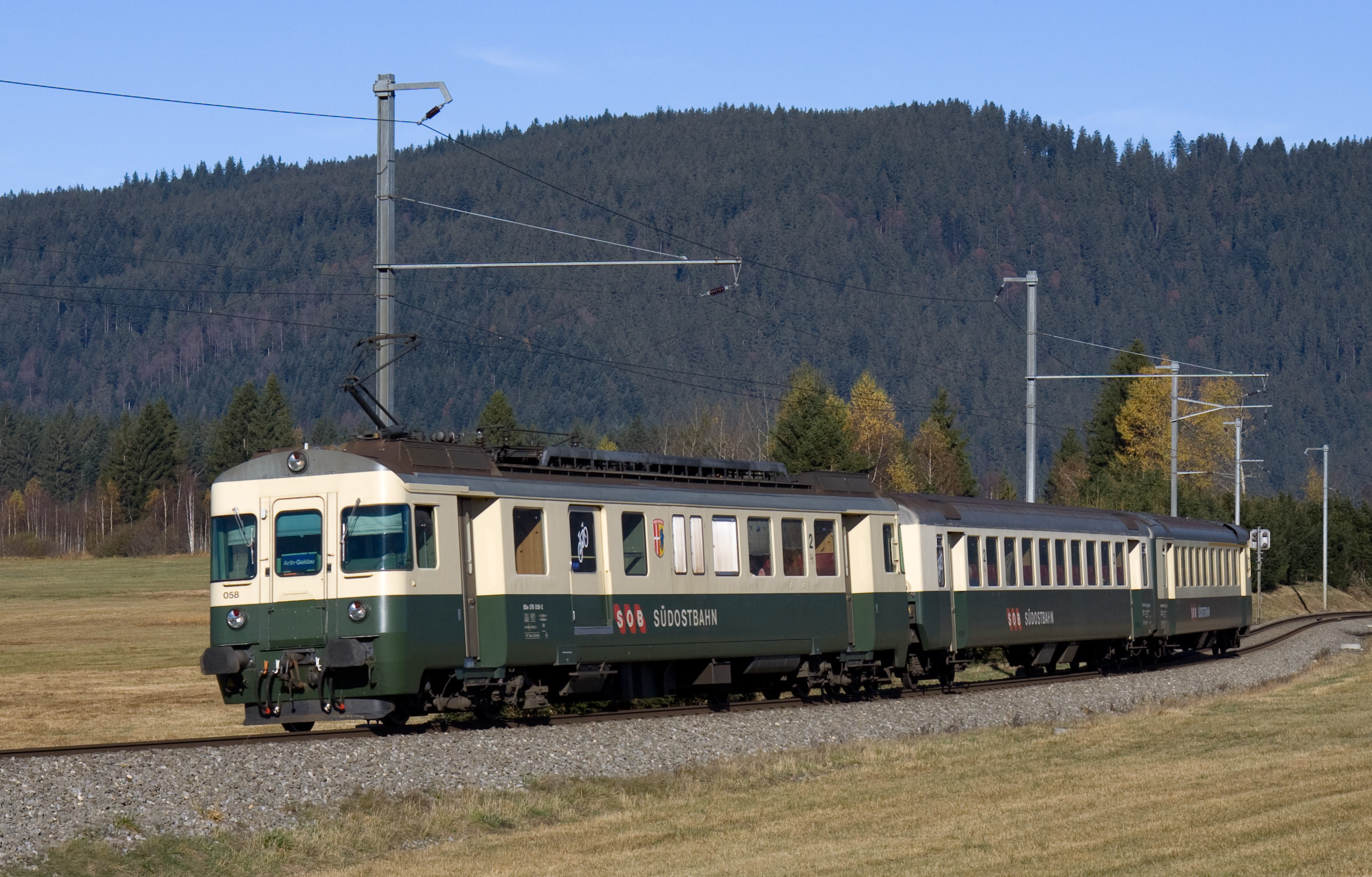
Pendelzug der Südostbahn mit einem Hochleistungstriebwagen BDe 4/4 der Nachbauserie, 2008

In einem Zug mit einem BDe 4/4 werden weniger Fahrgäste den Geräuschen und Vibrationen des Antriebs ausgesetzt als in einer Komposition mit einem Personentriebwagen ABe 4/4 oder Be 4/4 und einem separaten Gepäckwagen. Zudem ist in der Regel im Regionalverkehr kein ganzer Gepäckwagen notwendig, so dass mit dem kürzeren Gepäckabteil im BDe 4/4 Gewicht gespart werden kann.

## Geschichte
Die älteren dieser Triebwagen wurden zumeist als CFe 4/4 in Dienst gestellt und 1956 mit der Abschaffung des Dreiklassensystems umbezeichnet.
Triebwagen des Typs BDe 4/4 waren bei den Privatbahnen weit verbreitet. Die Schweizerischen Bundesbahnen besassen mit den BDe 4/4 1621–1651 die grösste Serie dieses Typs. Die grösste Schweizer Schmalspurbahn, die Rhätische Bahn (RhB), hatte jedoch mit dem BDe 4/4 491 nur ein Exemplar im Bestand. Die Südostbahn und die Bodensee-Toggenburg-Bahn setzten ihre BDe 4/4 unter anderem in Schnellzügen auf der „direkten Linie“ ein.
Seit der Jahrtausendwende wurden keine Triebwagen dieses Typs mehr beschafft. Einerseits führen Regionalzüge kein Gepäckabteil mehr, andererseits hat sich der Einsatz von festgekuppelten Triebzügen anstelle von Pendelzügen mit Einzeltriebwagen durchgesetzt.

## Liste der BDe 4/4
Sofern die Fahrzeuge nicht in eigenen Artikeln behandelt werden, sind die technischen Daten in der Reihenfolge angegeben: Leistung, Länge über Puffer/Kupplung, Masse, Höchstgeschwindigkeit, Sitzplätze, Ladefläche Gepäckraum und Erbauer
| Bahn                                                     | Typ        | Nummer    | Baujahr              | Bemerkung | Spurweite |
| -------------------------------------------------------- | ---------- | --------- | -------------------- | --- | --------- |
| Appenzeller Bahnen (AB)                                  | BDe 4/4    | 46–47     | 1968                 | | 1000 mm   |
| Appenzeller Bahnen (AB)                                  | BDe 4/4 II | 31–33     | 1985                 | baugleich mit den BDe 4/4 II der CJ | 1000 mm   |
| Bahngesellschaft Zürich–Uetliberg (BZUe)                 | BDe 4/4    | 11        | 1939                 | 327 kW; 14,8 m; 26 t; 50 km/h; 40+8 Plätze; 4,7 m²; SWS/MFO                                                                                     | 1435 mm   |
| Bahngesellschaft Zürich–Uetliberg (BZUe)                 | BDe 4/4    | 12        | 1950                 | 327 kW; 15,9 m; 28 t; 50 km/h; 40+4 Plätze; 6 m²; SWS/MFO                                                                                       | 1435 mm   |
| Bahngesellschaft Zürich–Uetliberg (BZUe)                 | BDe 4/4    | 13–14     | 1960                 | 2006 Nr. 13 an die OC verkauft | 1435 mm   |
| Biel-Täuffelen-Ins-Bahn (BTI)                            | BDe 4/4    | 5–6       | 1947                 | 1977 verkauft an die FW und 1991 an die CJ | 1000 mm   |
| Biel-Täuffelen-Ins-Bahn (BTI)                            | BDe 4/4    | 9         | 1905                 | 294 kW; 13,74 m; 22 t; 60 km/h; 35 Plätze; 6 m²; SWS/MFO; 1967 von der BTB übernommen                                                           | 1000 mm   |
| Biel-Täuffelen-Ins-Bahn (BTI)                            | BDe 4/4    | 3–4       | 1916                 | 177 kW; 11,51 m; 23,7 t; 45 km/h; 18+6 Plätze; 3 m²; SWS/MFO; 1925 aus Fe 4/4 umgebaut                                                          | 1000 mm   |
| Biel-Täuffelen-Ins-Bahn (BTI)                            | BDe 4/4    | 12        | 1916                 | 265 kW; 17,48 m; 33,4 t; 60 km/h; 40+6 Plätze; 8,1 m²; SWS/MFO; 1970 von der SZB übernommen                                                     | 1000 mm   |
| Biel-Täuffelen-Ins-Bahn (BTI)                            | BDe 4/4    | 13        | 1924                 | 265 kW; 17,62 m; 34,1 t; 60 km/h; 40 Plätze; 8,1 m²; SWS/MFO; 1970 von der SZB übernommen                                                       | 1000 mm   |
| Birsigtalbahn (BTB)                                      | BDe 4/4    | 1–4       | 1905                 | 294 kW; 13,74 m; 22 t; 60 km/h; 35 Plätze; 6 m²; SWS/MFO; 1967 an die BTI verkauft                                                              | 1000 mm   |
| Bodensee-Toggenburg-Bahn (BT)                            | BDe 4/4    | 60–63     | 1960–1966            | baugleich mit den BDe 4/4 der EBT, SOB und VHB                                                                                                  | 1435 mm   |
| Bremgarten-Dietikon-Bahn (BD)                            | BDe 4/4    | 2         | 1926                 | 235 kW; 15,4 m; 31,9 t; 55 km/h; 50 Plätze; 5 m²; SIG/MFO; 1966 übernommen von der WM                                                           | 1435 mm   |
| Bremgarten-Dietikon-Bahn (BD)                            | BDe 4/4    | 10–11     | 1928, 1932           | 169 kW; 18,3 m; 32 t; 45 km/h; 24 Plätze; 16 m²; SWS/MFO                                                                                        | 1000 mm   |
| Chemin de fer Aigle–Ollon–Monthey–Champéry (AOMC)        | BDe 4/4    | 5–7       | 1949                 | 294 kW; 15,92 m; 25 t; 40 Plätze; SWS/MFO; 1969 von der SeTB übernommen, weiterverkauft an Stern & Hafferl                                      | 1435 mm   |
| Chemin de fer Aigle–Sépey–Diablerets (ASD)               | BDe 4/4    | 401–404   | 1987                 | ähnlich den BDe 4/4 der GFM und der NStCM | 1000 mm   |
| Chemins de fer fribourgeois Gruyère–Fribourg–Morat (GFM) | BDe 4/4    | 121–124   | 1992, 1996           | ähnlich den BDe 4/4 der ASD und der NStCM, 2010–2012 Gepäckabteil entfernt und neue Bezeichnung Be 4/4                                          | 1000 mm   |
| Chemins de fer du Jura (CJ)                              | BDe 4/4    | 101       | 1968                 | ähnlich mit den BDe 4/4 92–96 der SiTB | 1435 mm   |
| Chemins de fer du Jura (CJ)                              | BDe 4/4    | 111       | 1910                 | 515 kW; 17,21 m; 44 t; 60 km/h; 48 Plätze; 8 m²; SWS/BBC                                                                                        | 1435 mm   |
| Chemins de fer du Jura (CJ)                              | BDe 4/4 I  | 601–608   | 1953                 | 2004 Nr. 606 und 2006 Nr. 607 an die NStCM verkauft                                                                                             | 1000 mm   |
| Chemins de fer du Jura (CJ)                              | BDe 4/4 II | 611–614   | 1986, 1993           | baugleich mit den BDe 4/4 II der AB | 1000 mm   |
| Chemins de fer du Jura (CJ)                              | BDe 4/4    | 621       | 1947                 | 1991 übernommen von der BTI | 1000 mm   |
| Chemin de fer Lausanne-Echallens-Bercher (LEB)           | BDe 4/4    | 21–25     | 1935–1947            | 324 kW; 15,5 m; 30 t; 60 km/h; 40 Plätze; 5 m²; SWS/SAAS; 1991 Nr. 22 an NStCM verkauft                                                         | 1000 mm   |
| Chemin de fer Nyon–Saint-Cergue–Morez (NStCM)            | BDe 4/4    | 211       | 1991                 | ähnlich den BDe 4/4 der ASD und der GFM | 1000 mm   |
| Chemin de fer Nyon–Saint-Cergue–Morez (NStCM)            | BDe 4/4    | 221       | 1935                 | 324 kW; 15,5 m; 30 t; 60 km/h; 40 Plätze; 5 m²; SWS/SAAS; 1991 von LEB übernommen                                                               | 1000 mm   |
| Chemin de fer Nyon–Saint-Cergue–Morez (NStCM)            | BDe 4/4    | 231–232   | 1953                 | 2004 und 2006 Nr. 607 von den CJ übernommen | 1000 mm   |
| Emmental-Burgdorf-Thun-Bahn (EBT)                        | BDe 4/4 I  | 211–212   | 1947                 | 883 kW; 22,7 m; 56 t; 90 km/h; 52 Plätze; 15 m²; SWS/MFO/ BBC/SAAS; baugleich mit den BDe 4/4 I der SMB und VHB                                 | 1435 mm   |
| Emmental-Burgdorf-Thun-Bahn (EBT)                        | BDe 4/4 II | 250       | 1966                 | baugleich mit den BDe 4/4 der BT, SOB und VHB                                                                                                   | 1435 mm   |
| Forchbahn (FB)                                           | BDe 4/4    | 9–10      | 1948                 | 294 kW; 15,92 m; 26,5 t; 70 km/h; 40 Plätze; 3,25 m²; SWS/MFO ähnlich mit den BDe 4/4 der SeTB                                                  | 1000 mm   |
| Forchbahn (FB)                                           | BDe 4/4    | 11–16     | 1959, 1966           | 368 kW; 16,25 m; 29,4 t; 65 km/h; 40 Plätze; 5,3 m²; SWS/MFO                                                                                    | 1000 mm   |
| Frauenfeld-Wil-Bahn (FW)                                 | BDe 4/4    | 207       | 1947                 | 1977 übernommen von der BTI, 1987 zurück an BTI                                                                                                 | 1000 mm   |
| Montreux-Berner Oberland-Bahn (MOB)                      | BDe 4/4    | 3001–3004 | 1944                 | 441 kW; 16,62 m; 35,7 t; 75 km/h; 36+5 Plätze; 10,6 m²; SIG/BBC                                                                                 | 1000 mm   |
| Montreux-Berner Oberland-Bahn (MOB)                      | BDe 4/4    | 3005–3006 | 1946                 | 441 kW; 16,62 m; 36 t; 75 km/h; 28+5 Plätze; 14,2 m²; SIG/BBC                                                                                   | 1000 mm   |
| Oberaargau-Jura-Bahnen (OJB)                             | BDe 4/4    | 1–2       | 1907                 | 213 kW; 15,4 m; 23,2 t; 50 km/h; 36+4 Plätze; 4,3 m²; Ringhoffer/Alioth                                                                         | 1000 mm   |
| Oberaargau-Jura-Bahnen (OJB)                             | BDe 4/4    | 2         | 1920                 | 213 kW; 15,11 m; 25 t; 60 km/h; 40+6 Plätze; 5,5 m²; SWS/BBC; 1967 übernommen von der SNB                                                       | 1000 mm   |
| Oberaargau-Jura-Bahnen (OJB)                             | BDe 4/4    | 6         | 1917                 | 206 kW; 14,74 m; 24 t; 50 km/h; 30+5 Plätze; 5 m²; SIG/BBC                                                                                      | 1000 mm   |
| Oberaargau-Jura-Bahnen (OJB)                             | BDe 4/4    | 7         | 1913                 | 213 kW; 14,39 m; 26 t; 60 km/h; 40+6 Plätze; 5,5 m²; SWS/MFO; 1955 vom Kanton Bern von den ZVB für die OJB gekauft                              | 1000 mm   |
| Oberaargau-Jura-Bahnen (OJB)                             | BDe 4/4    | 9         | 1913                 | 213 kW; 11,83 m; 26 t; 45 km/h; 32 Plätze; 3 m²; SWS/MFO; 1955 vom Kanton Bern von den ZVB für die OJB gekauft                                  | 1000 mm   |
| Orbe–Chavornay-Bahn (OC)                                 | BDe 4/4    | 12–13     | 1915, 1920           | 138 kW; 15,78 m; 29,5 t; km/h; 60 Plätze; 5 m²; SWS/MFO                                                                                         | 1435 mm   |
| Orbe–Chavornay-Bahn (OC)                                 | BDe 4/4    | 15        | 1960                 | 2006 von der SZU gekauft | 1435 mm   |
| Rhätische Bahn (RhB)                                     | BDe 4/4    | 491       | 1958                 | Bahnstrecke Bellinzona–Mesocco, ehemalige Bellinzona–Mesocco-Bahn                                                                               | 1000 mm   |
| Schweizerische Bundesbahnen (SBB)                        | BDe 4/4    | 1621–1651 | 1952–1955            | | 1435 mm   |
| Schweizerische Bundesbahnen (SBB)                        | BDe 4/4 II | 1301–1302 | 1956–1957            | Genève–La Plaine mit 1500 V = | 1435 mm   |
| Schweizerische Südostbahn (SOB)                          | BDe 4/4    | 80        | 1959                 | 1979 umgebaut aus dem ABe 4/4 71, entsprach seither ausser der Leistung den BDe 4/4 der BT, EBT und VHB                                         | 1435 mm   |
| Schweizerische Südostbahn (SOB)                          | BDe 4/4    | 81–87     | 1959–1966, 1978–1979 | Nr. 83–87 Nachbeschaffung mit geänderter Stirnfront, baugleich mit den BDe 4/4 der BT, EBT und VHB, Nr. 81, 84, 85 und 87 von Makies übernommen | 1435 mm   |
| Sernftalbahn (SeTB)                                      | BDe 4/4    | 5–7       | 1949                 | 294 kW; 15,92 m; 25 t; 40 Plätze; SWS/MFO; ähnlich mit den BDe 4/4 der FB, 1969 an die AOMC verkauft                                            | 1000 mm   |
| Sihltalbahn (SiTB)                                       | BDe 4/4    | 91        | 1955                 | | 1435 mm   |
| Sihltalbahn (SiTB)                                       | BDe 4/4    | 92–96     | 1968, 1971           | ähnlich mit dem BDe 4/4 101 der CJ | 1435 mm   |
| Solothurn-Münster-Bahn (SMB)                             | BDe 4/4 I  | 291       | 1947                 | 883 kW; 22,7 m; 60 t; 90 km/h; 52 Plätze; 15 m²; SWS/MFO/ BBC/SAAS; baugleich mit den BDe 4/4 I der EBT und VHB                                 | 1435 mm   |
| Solothurn-Niederbipp-Bahn (SNB)                          | BDe 4/4    | 2         | 1920                 | 1967 an die Oberaargau-Jura-Bahnen (OJB) verkauft                                                                                               | 1000 mm   |
| Solothurn-Niederbipp-Bahn (SNB)                          | BDe 4/4    | 4         | 1920                 | 309 kW; 15,11 m; 25 t; 60 km/h; 30+6 Plätze; 5,2 m²; SWS/MFO                                                                                    | 1000 mm   |
| Solothurn-Niederbipp-Bahn (SNB)                          | BDe 4/4    | 5         | 1920                 | 309 kW; 15,11 m; 25,5 t; 60 km/h; 40+6 Plätze; 4,5 m²; SWS/MFO                                                                                  | 1000 mm   |
| Solothurn-Zollikofen-Bern-Bahn (SZB)                     | BDe 4/4    | 11        | 1916                 | 265 kW; 17,48 m; 33,3 t; 75 km/h; 36 Plätze; 8,1 m²; SWS/MFO; 1956 entstanden aus ABFe 4/4 11;                                                  | 1000 mm   |
| Solothurn-Zollikofen-Bern-Bahn (SZB)                     | BDe 4/4    | 12        | 1916                 | 265 kW; 17,48 m; 33,4 t; 60 km/h; 40+6 Plätze; 8,1 m²; SWS/MFO; 1970 an BTI verkauft;                                                           | 1000 mm   |
| Solothurn-Zollikofen-Bern-Bahn (SZB)                     | BDe 4/4    | 13        | 1924                 | 265 kW; 17,62 m; 34,1 t; 60 km/h; 40 Plätze; 8,1 m²; SWS/MFO;1970 an BTI verkauft;                                                              | 1000 mm   |
| Solothurn-Zollikofen-Bern-Bahn (SZB)                     | BDe 4/4    | 21–23     | 1955                 | 368 kW; 19,1 m; 33 t; 65 km/h; 48 Plätze; 5 m²; SWS/MFO                                                                                         | 1000 mm   |
| Strassenbahn Schaffhausen–Schleitheim (StSS)             | BDe 4/4    | 1         | 1905                 | 229 kW; 20 t; 36 Plätze; SIG/MFO | 1000 mm   |
| Strassenbahn Schaffhausen–Schleitheim (StSS)             | BDe 4/4    | 2         | 1905                 | 213 kW; 20 t; 36 Plätze; SIG/MFO | 1000 mm   |
| Strassenbahn Schaffhausen–Schleitheim (StSS)             | BDe 4/4    | 3         | 1905                 | 235 kW; 20 t; 36 Plätze; SIG/MFO; 1964 an BTI verkauft                                                                                          | 1000 mm   |
| Strassenbahn Schaffhausen–Schleitheim (StSS)             | BDe 4/4    | 4         | 1905                 | 213 kW; 20 t; 36 Plätze; SIG/MFO | 1000 mm   |
| Strassenbahn Schaffhausen–Schleitheim (StSS)             | BDe 4/4    | 5         | 1907                 | 235 kW; 23 t; 36 Plätze; SIG/MFO; 1964 an BTI verkauft                                                                                          | 1000 mm   |
| Strassenbahn Schaffhausen–Schleitheim (StSS)             | BDe 4/4    | 6         | 1921                 | 206 kW; 25 t; 36 Plätze; SIG/MFO; 1964 an BTI verkauft                                                                                          | 1000 mm   |
| Tramways lausannois (TL)                                 | BDe 4/4    | 90–92     | 1902                 | 132 kW; 25 t; 30 Plätze; SWS/MFO | 1000 mm   |
| Tramways lausannois (TL)                                 | BDe 4/4    | 191–193   | 1902                 | 1962 an TB verkauft | 1000 mm   |
| Trogenerbahn (TB)                                        | BDe 4/4    | 1–5       | 1903–1906            | | 1000 mm   |
| Trogenerbahn (TB)                                        | BDe 4/4    | 3″–5″     | 1954–1955            | 1963 von TL übernommen, 1978 an Traunseebahn | 1000 mm   |
| Trogenerbahn (TB)                                        | BDe 4/4    | 6–8       | 1952–1953            | | 1000 mm   |
| Vereinigte Bern–Worb-Bahnen (VBW)                        | BDe 4/4    | 35        | 1935                 | 241 kW; 15,79 m; 28 t; 65 km/h; 36+4 Plätze; 3,6 m²; SIG/MFO; 1961–1965 Renovierung des Wagenkastens nach Kollision                             | 1000 mm   |
| Vereinigte Bern–Worb-Bahnen (VBW)                        | BDe 4/4    | 36        | 1913                 | 368 kW; 15,52 m; 26,7 t; 65 km/h; 36+4 Plätze; 3,6 m²; SIG/BBC                                                                                  | 1000 mm   |
| Vereinigte Bern–Worb-Bahnen (VBW)                        | BDe 4/4    | 37–38     | 1913                 | 218 kW; 15,52 m; 24,3–25 t; 60 km/h; 36+4 Plätze; 3,6 m²; SIG/MFO                                                                               | 1000 mm   |
| Vereinigte Bern–Worb-Bahnen (VBW)                        | BDe 4/4    | 39        | 1919                 | 177 kW; 12,35 m; 24 t; 50 km/h; 12+4 Plätze; 9,2 m²; SIG/MFO; entsprach weitestgehend dem CFe 4/4 18 der SZB                                    | 1000 mm   |
| Vereinigte Huttwil-Bahnen (VHB)                          | BDe 4/4 I  | 241–245   | 1947                 | 883 kW; 90 km/h; 22,7 m; 56 t; 52 Plätze; 15 m²; SWS/MFO/ BBC/SAAS; baugleich mit den BDe 4/4 I der EBT und VHB                                 | 1435 mm   |
| Vereinigte Huttwil-Bahnen (VHB)                          | BDe 4/4 II | 251–252   | 1966                 | baugleich mit den BDe 4/4 der BT, EBT und SOB                                                                                                   | 1435 mm   |
| Waldenburgerbahn (WB)                                    | BDe 4/4    | 1–3       | 1953                 | 368 kW; 15,76 m; 26 t; 55 km/h; 36 Plätze; 2,7 m²; SWP/BBC; 1992/93 an die Mariazellerbahn verschenkt                                           | 750 mm    |
| Waldenburgerbahn (WB)                                    | BDe 4/4    | 11–17     | 1986, 1993           | 446 kW; 18,2 m; 24 t; 75 km/h; 33+2 Plätze; SWP/SIG/ BBC/ABB; 2020/21 verkauft an die Schwarzgranbahn                                           | 750 mm    |
| Wohlen-Meisterschwanden-Bahn (WM)                        | BDe 4/4    | 1–2       | 1926                 | 235 kW; 15,4 m; 31,9 t; 55 km/h; 50 Plätze; 5 m²; SIG/MFO; Nr. 2 1966 verkauft an die BD                                                        | 1435 mm   |
| Wohlen-Meisterschwanden-Bahn (WM)                        | BDe 4/4    | 1–2       | 1966                 | EAV-Triebwagen, von anderen Bahnen als ABDe 4/4 eingesetzt                                                                                      | 1435 mm   |
| Wynental- und Suhrentalbahn (WSB)                        | BDe 4/4    | 16        | 1901                 | 285 kW; 16,85 m; 28,3 t; 65 km/h; 44 Plätze; 6,6 m²; SWS/BBC; 1950–1952 neuer Wagenkasten                                                       | 1000 mm   |
| Wynental- und Suhrentalbahn (WSB)                        | BDe 4/4    | 17        | 1919                 | 247 kW; 15,12 m; 26 t; 65 km/h; 20 Plätze; 5 m²; SWS/BBC 1968 zum De 4/4 umbezeichnet                                                           | 1000 mm   |
| Wynental- und Suhrentalbahn (WSB)                        | BDe 4/4    | 18        | 1937                 | 279 kW; 15,0 m; 28,2 t; 65 km/h; 40 Plätze; 7,3 m²; SWS/BBC                                                                                     | 1000 mm   |

## Bilder

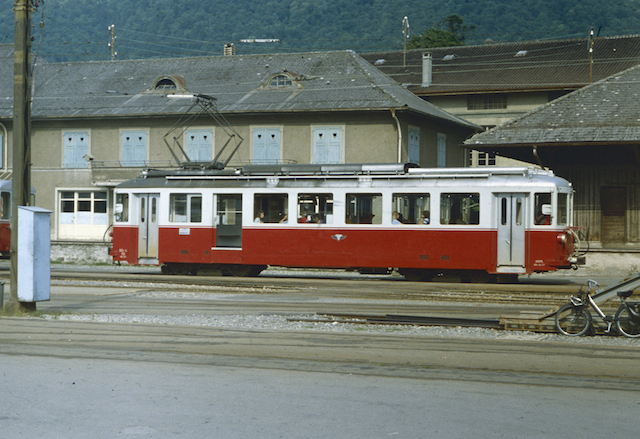
BDe 4/4 der Chemin de fer Aigle–Ollon–Monthey–Champéry, Baujahr 1949
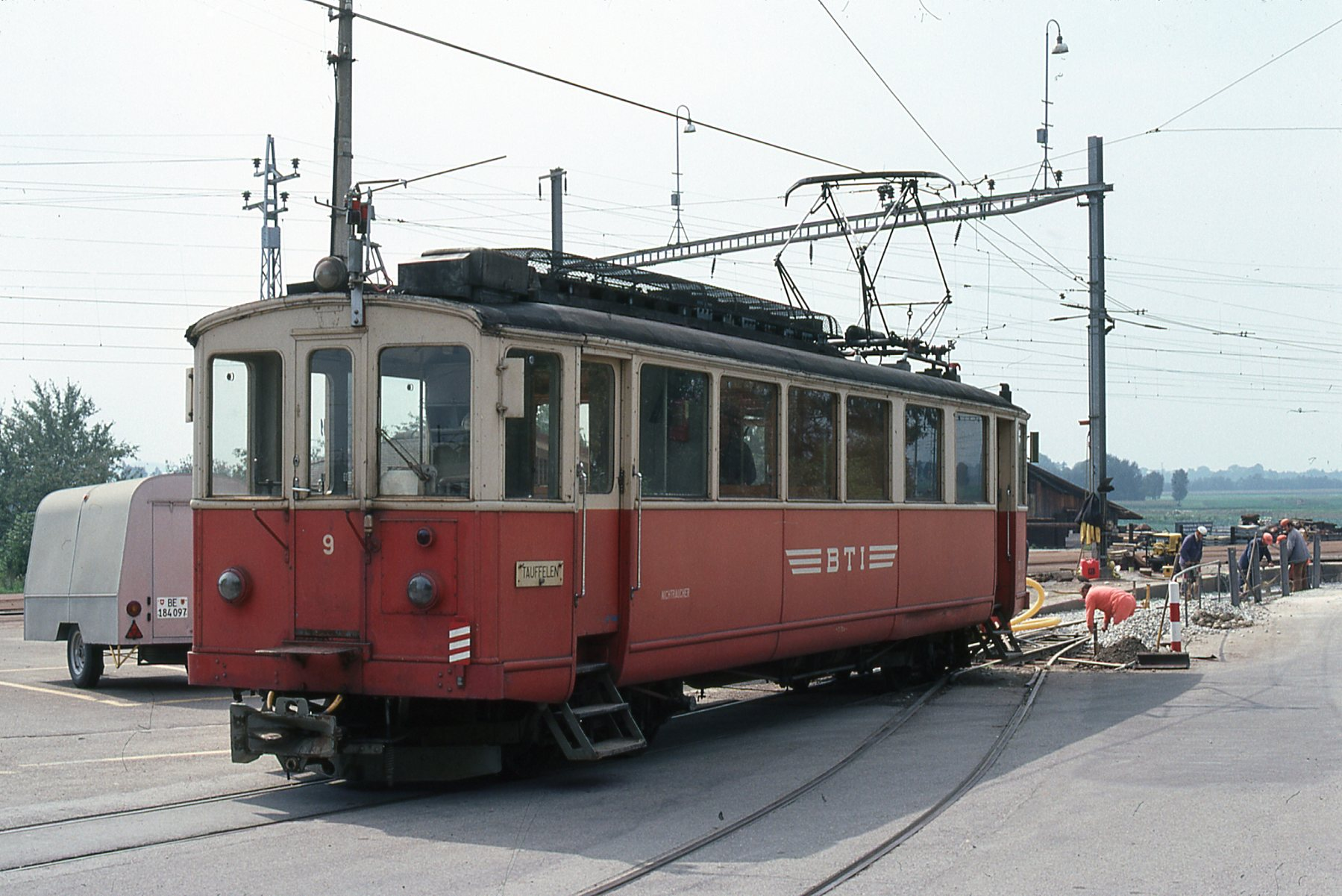
BDe 4/4 9 der Biel-Täuffelen-Ins-Bahn, Baujahr 1905
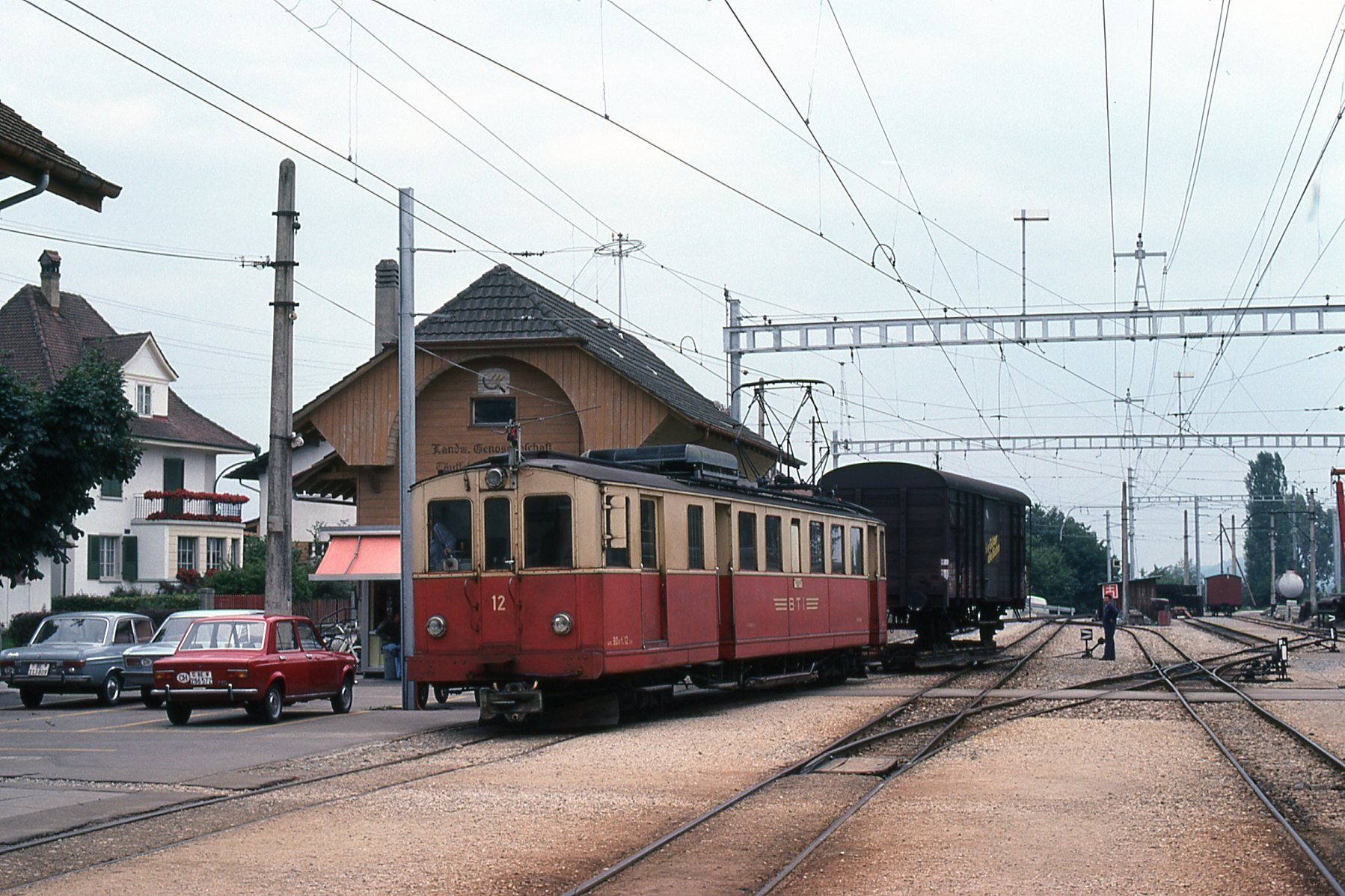
BDe 4/4 12 der Biel-Täuffelen-Ins-Bahn, Baujahr 1916
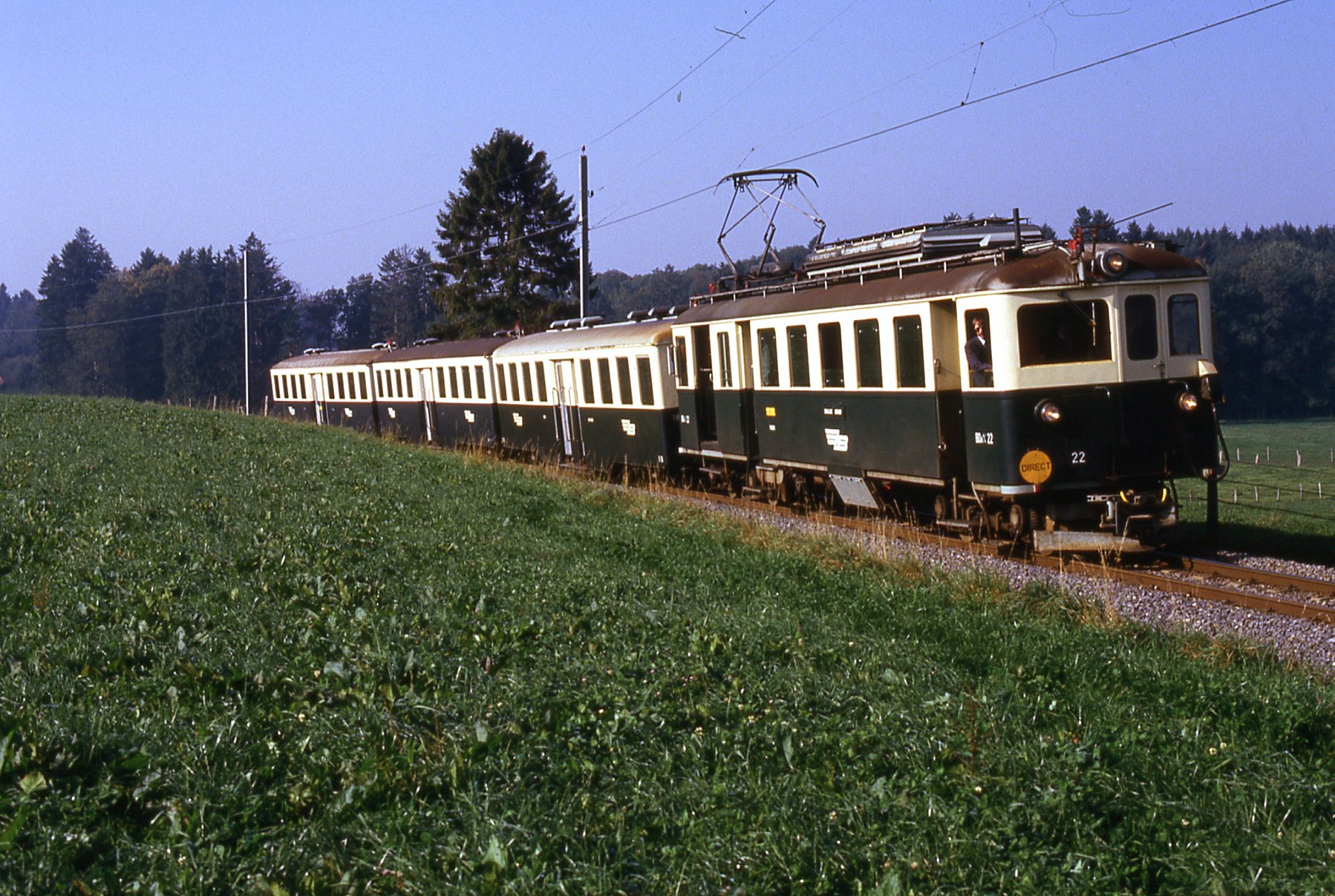
BDe 4/4 22 der Chemin de fer Lausanne-Echallens-Bercher, Baujahr 1935
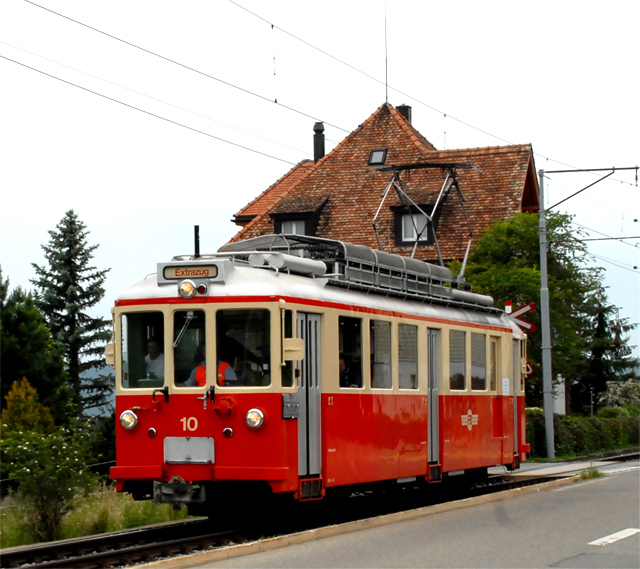
BDe 4/4 10 der Forchbahn, Baujahr 1948
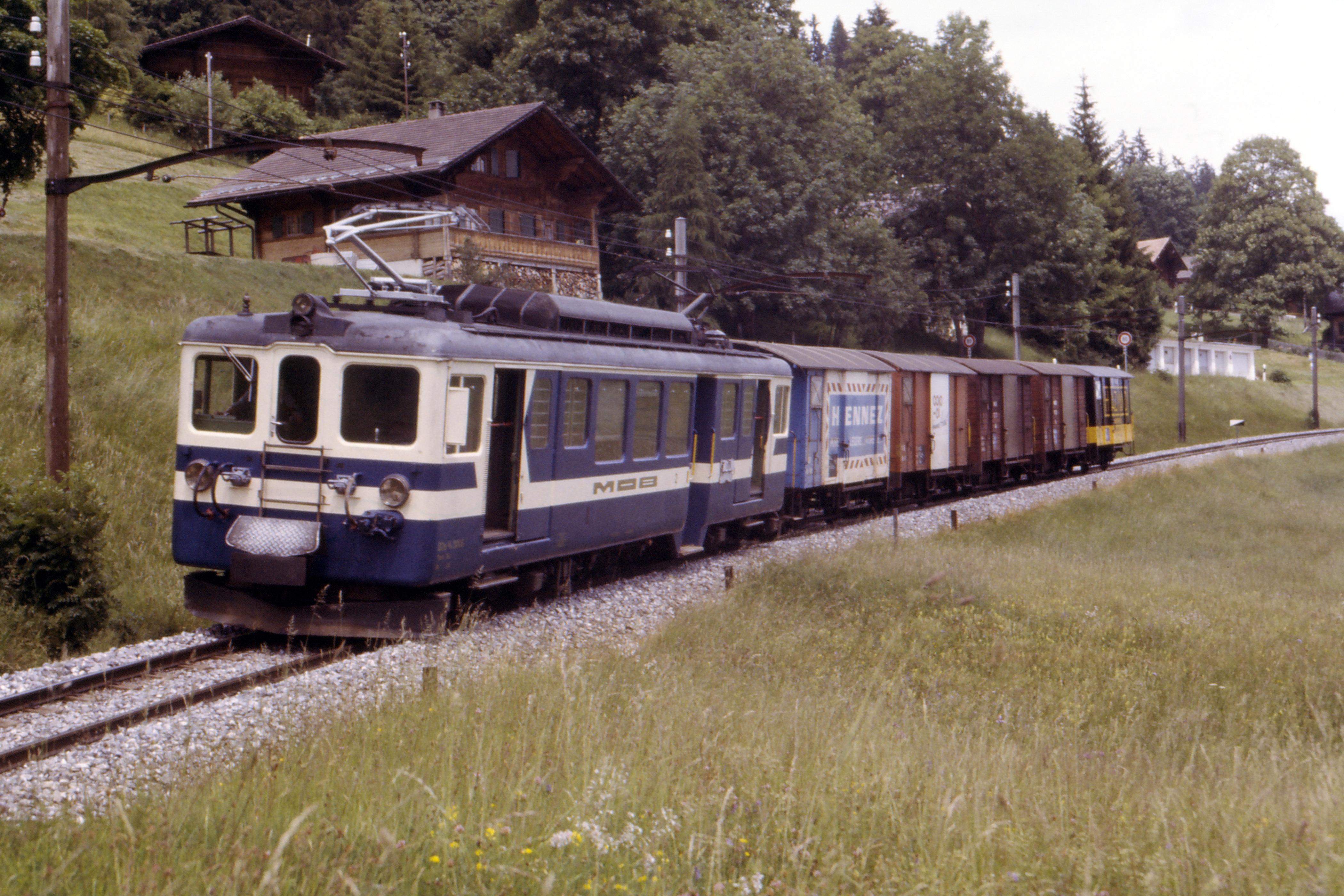
BDe 4/4 der Montreux-Berner Oberland-Bahn, Baujahr 1944/46
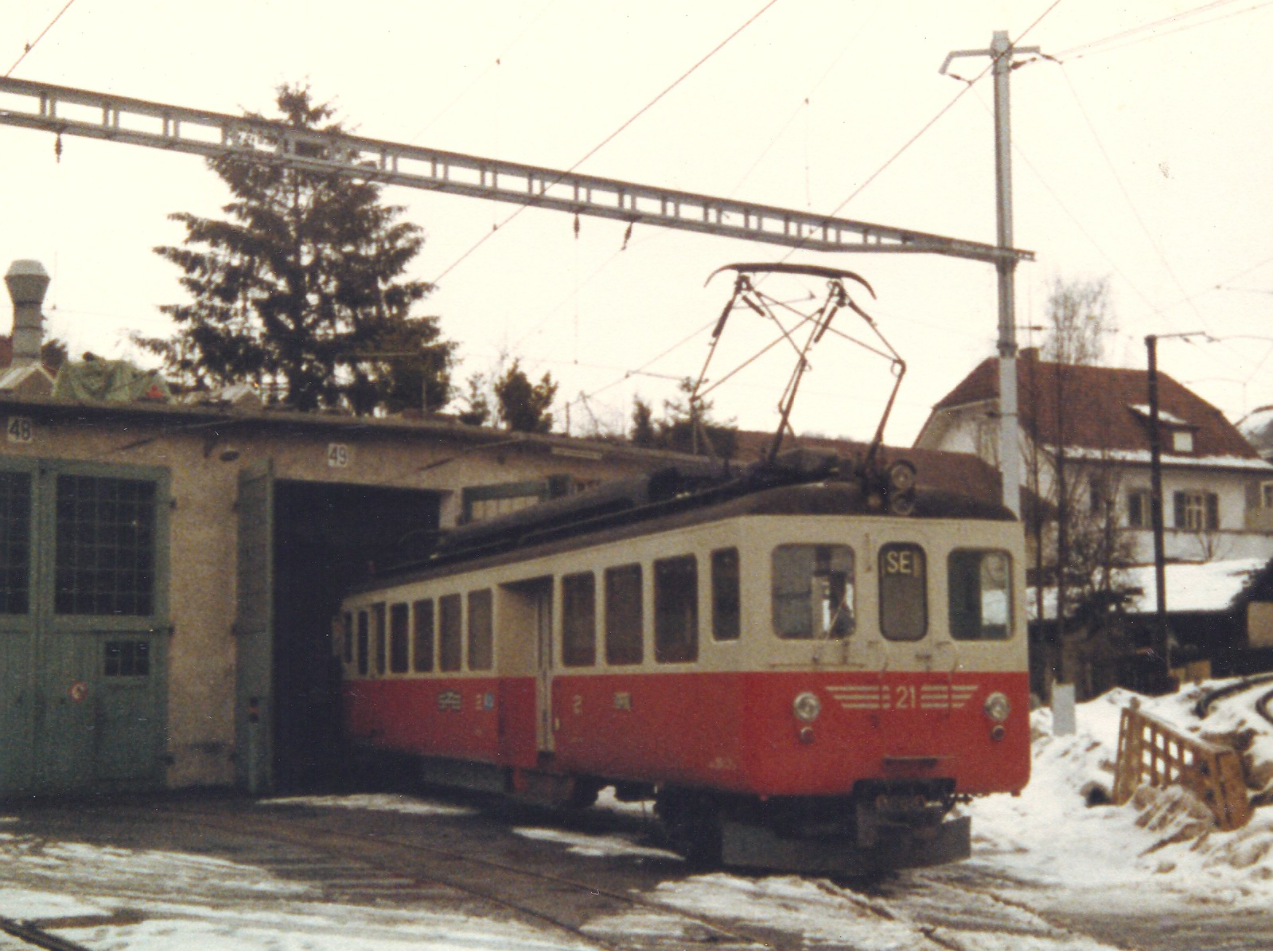
BDe 4/4 21 der Solothurn-Zollikofen-Bern-Bahn, Baujahr 1955
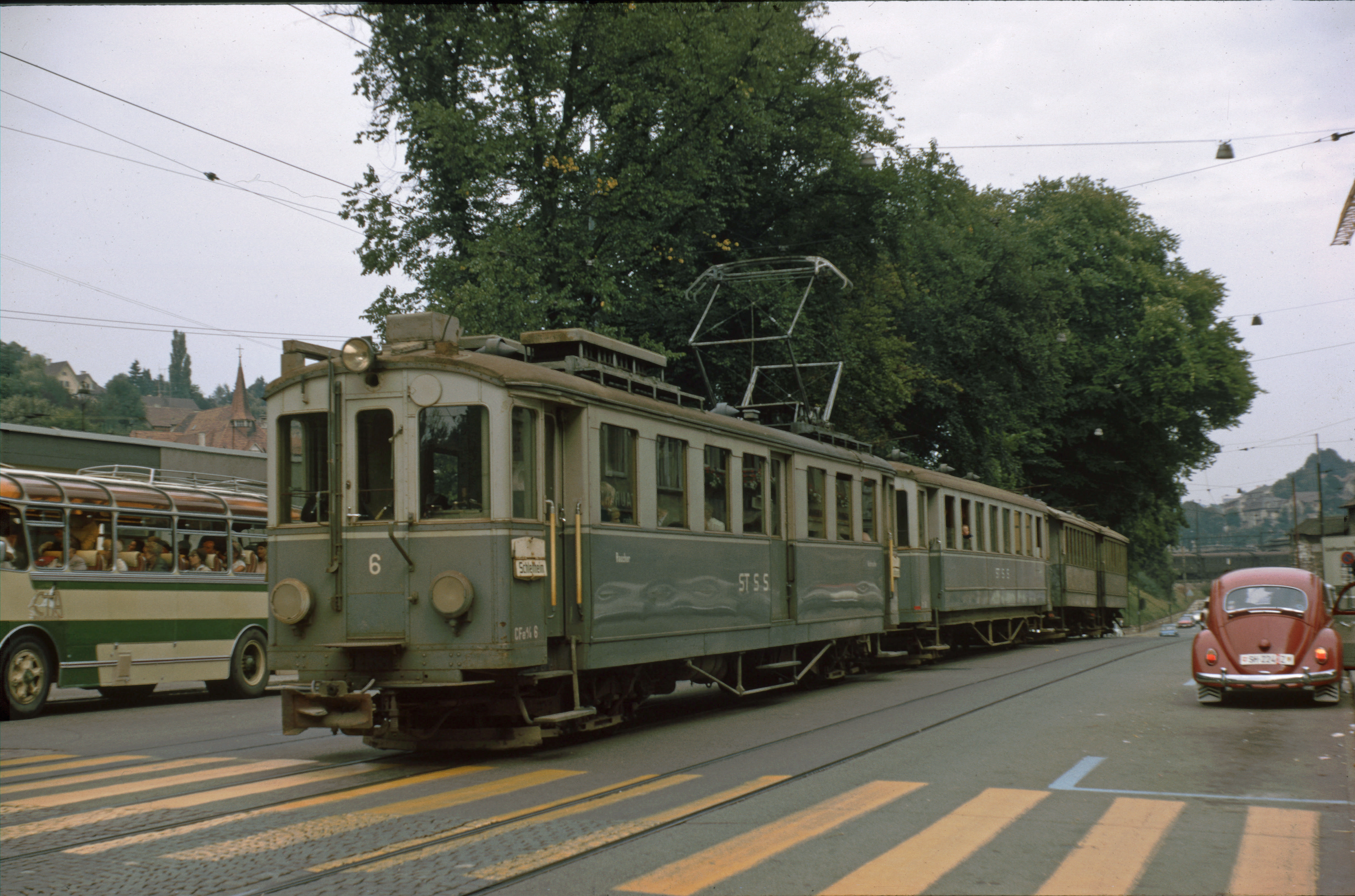
BDe 4/4 6 der Strassenbahn Schaffhausen–Schleitheim, Baujahr 1907